# Nephrotoma medipubera
Nephrotoma medipubera är en tvåvingeart som beskrevs av Edwards 1932. Nephrotoma medipubera ingår i släktet Nephrotoma och familjen storharkrankar. Inga underarter finns listade i Catalogue of Life.